# Азимово-Курлебаш
Ази́мово-Курлеба́ш (тат. Көрәле) — деревня в Камско-Устьинском районе  Республики Татарстан. Является административным центром Варваринского сельского поселения.

## География
Деревня находится в Предволжье на реке Киярметь, в 40 км к северо-западу от районного центра — посёлка городского типа Камское Устье.
Высота над уровнем моря — 109 м.

## История
Основана в XVII веке переселенцами из села Старое Казеево. 
В «Списке населенных мест по сведениям 1859 года», изданном в 1866 году, населённый пункт упомянут как казённая деревня Азимово (Курлебаши) 1-го стана Тетюшского уезда Казанской губернии. Располагалась при речке Курлебаше, по левую сторону Казанского торгового тракта, в 47 верстах от уездного города Тетюши и в 28 верстах от становой квартиры в казённом селе Новотроицкое (Сюкеево). В деревне в 114 дворах жили 662 человека (321 мужчина и 341 женщина). Была мечеть. 

## Население
| 1782 | 1790 | 1859 | 1884 | 1897 | 1908 | 1926 | 1938 | 1949 | 1958 | 1970 | 1979 | 1989 | 2000 | 2002 | 2010 | 2017 |
| ---- | ---- | ---- | ---- | ---- | ---- | ---- | ---- | ---- | ---- | ---- | ---- | ---- | ---- | ---- | ---- | ---- |
| 125  | 417  | 662  | 997  | 1130 | 1305 | 880  | 703  | 538  | 522  | 488  | 390  | 275  | 276  | 254  | 206  | 184  |

Национальный состав
Согласно результатам переписи 2002 года, в национальной структуре населения села татары составляли 99% из 254 человек.

## Инфраструктура
В деревне 5 улиц. В юго-западной части села расположено кладбище.

## Религия
В селе действует мечеть «Зомара» (с 2014 г.).